# عدي البيطار
عَـدّي نسيب البيطار (1924 - 1973) محام، ومستشار قانوني وقاض أردني، عمل في عدة مناطق في الوطن العربي. شارك في صياغة دستور دولة الإمارات العربية المتحدة بطلب مشترك من الشيخ زايد بن سلطان آل نهيان والشيخ راشد بن سعيد آل مكتوم.
ولد في مدينة القدس في 7 ديسمبر عام 1924، تخرج بتفوق من الثانوية العامة، ثم اتجه لدراسة الحقوق في معهد الحقوق في القدس وتخرج منه عام 1948.
كان أحد الناجين الجرحى في عملية تفجير فندق الملك داوود في القدس.

## إنجازاته
- عمل وكيلًا للنائب العام في القدس.[6]

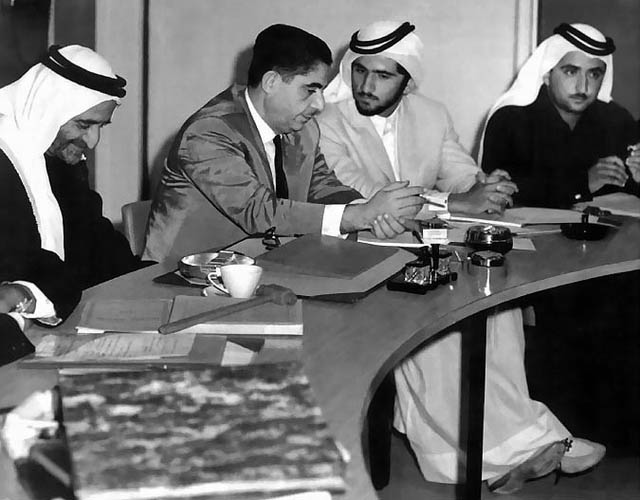
الشيوخ راشد بن سعيد آل مكتوم ومكتوم بن راشد آل مكتوم ومحمد بن راشد آل مكتوم مع المستشار القانوني عدي البيطار عام 1968 في ديوان الحاكم بدبي

- عمل قاضيًا في مدينة ود مدني في السودان.[7]
- أصبح عضوًا بمجلس نقابة المحامين الأردنيين عام 1964.[8]
- كان مستشاراً قانونياً للشيخ راشد بن سعيد آل مكتوم.[9]
- صاغ قوانين دبي المدنية، فكان مؤسس القضاء المدني في دبي.[10]
- كان سكرتير عام مجلس الحكام ومستشاره القانوني قبل قيام الاتحاد وهو المجلس الذي يعرف بعد قيام الاتحاد بالمجلس الأعلى للاتحاد.[11]
- مثل دبي في المحاولات الاتحادية التُساعية والسُباعية.[12]
- حضر اجتماع السميح وتلقى الأمر بكتابة الدستور من الشيخ زايد بن سلطان آل نهيان.
- كتب دستور دولة الإمارات العربية المتحدة [13] الذي وقع عام 1971 وقامت الدولة على أساسه.[14]
- صاغ قانونين اتحاديين قبل وفاته.
- صاغ اتفاقية الحوض الجاف بدبي.